# Національний банк Руанди
Національний банк Руанди (англ. National Bank of Rwanda, руанд. Banki Nkuru y'u Rwanda, фр. Banque Nationale du Rwanda) — центральний банк Руанди.

## Історія
10 жовтня 1927 року Банк Бельгійського Конго отримав право емісії на території Руанди-Урунді. Фактично банкноти і монети банку використовувалися в обігу і раніше. 1 липня 1952 року емісійне право передане створеному в 1951 році Центральному банку Бельгійського Конго і Руанди-Урунді.
21 серпня 1960 року створений Емісійний банк Руанди і Бурунді, що випускав загальну валюту двох країн — франк Руанди-Бурунді.
24 квітня 1964 року створений Національний банк Руанди, що почав операції 19 травня 1964 року.